# Periclistus caninae
Periclistus caninae är en stekelart som först beskrevs av Hartig 1840.  Periclistus caninae ingår i släktet Periclistus, och familjen gallsteklar. Arten är reproducerande i Sverige.